# 斑臀魮
斑臀魮（学名：Barbus stigmatopygus）為輻鰭魚綱鯉形目鯉科的其中一個種。分布於非洲尼羅河、查德湖、尼日河及佛塔河流域，本魚體淡黃色，並具有細黑色縱紋，體側具三個黑色圓斑點，背鰭軟條11枚；臀鰭軟條8枚，體長可達10公分。

## 扩展阅读
維基物種上的相關：斑臀魮